# Luis Ulloa
Luis Felipe Cosme de Ulloa Cisneros (Lima , Perú, 1869 - Barcelona, 10 de febrero de 1936) fue un historiador peruano especialista en temas colombinos siendo el primero en defender la catalanidad de Cristóbal Colón.

## Biografía
Luis de Ulloa pertenecía a una familia de clase media, como hijo del médico y político José Casimiro Ulloa y Catalina Cisneros, hermana del diplomático Luis Benjamín Cisneros. Cursó a los 18 años estudios de Ingeniería de Construcciones Civil y Minas, acabándolos en 1889. Pero en realidad Ulloa no se sentía atraído por esta profesión y pronto comienza a formarse de manera autodidacta en el campo de la historia llegando a alcanzar cierto reconocimiento. Fue entonces cuando el gobierno peruano, que entonces mantenía un litigio con Bolivia y Ecuador a propósito de sus fronteras, lo envió a Europa con el objeto de recoger información documental que sirviera como prueba en el conflicto para elaborar una reconstrucción histórica del Virreinato del Perú con el objeto de obtener pruebas útiles para la investigación, que realiza en colaboración con Víctor M. Maúrtua, que duró varios años fue enviado el 1900 en Perú y se utiliza en el juicio que sobre este asunto tuvo lugar en la Argentina el 1909.
En 1904 se convirtió en miembro de la Sociedad Geográfica de Lima y en 1905 regresó a Perú y comienza a colaborar en diferentes periódicos, entre los que destaca El Liberal, del que fue director. También por esa época ingresó en el Instituto Histórico de Perú y el 1914 fue elegido como director de la Biblioteca Nacional. Fue también a partir de este año cuando Ulloa, como periodista, desarrolla una labor crítica respecto de la dictadura encubierta de Óscar Benavides. A raíz de esto, Ulloa, que inicialmente era liberal, entró en contacto con movimientos sindicales y el Comité de Propaganda Socialista. Su creciente implicación le llevó a proponer la constitución de un partido socialista, que, por falta de concienciación de las masas obreras y de acuerdo entre los promotores no cuajó.

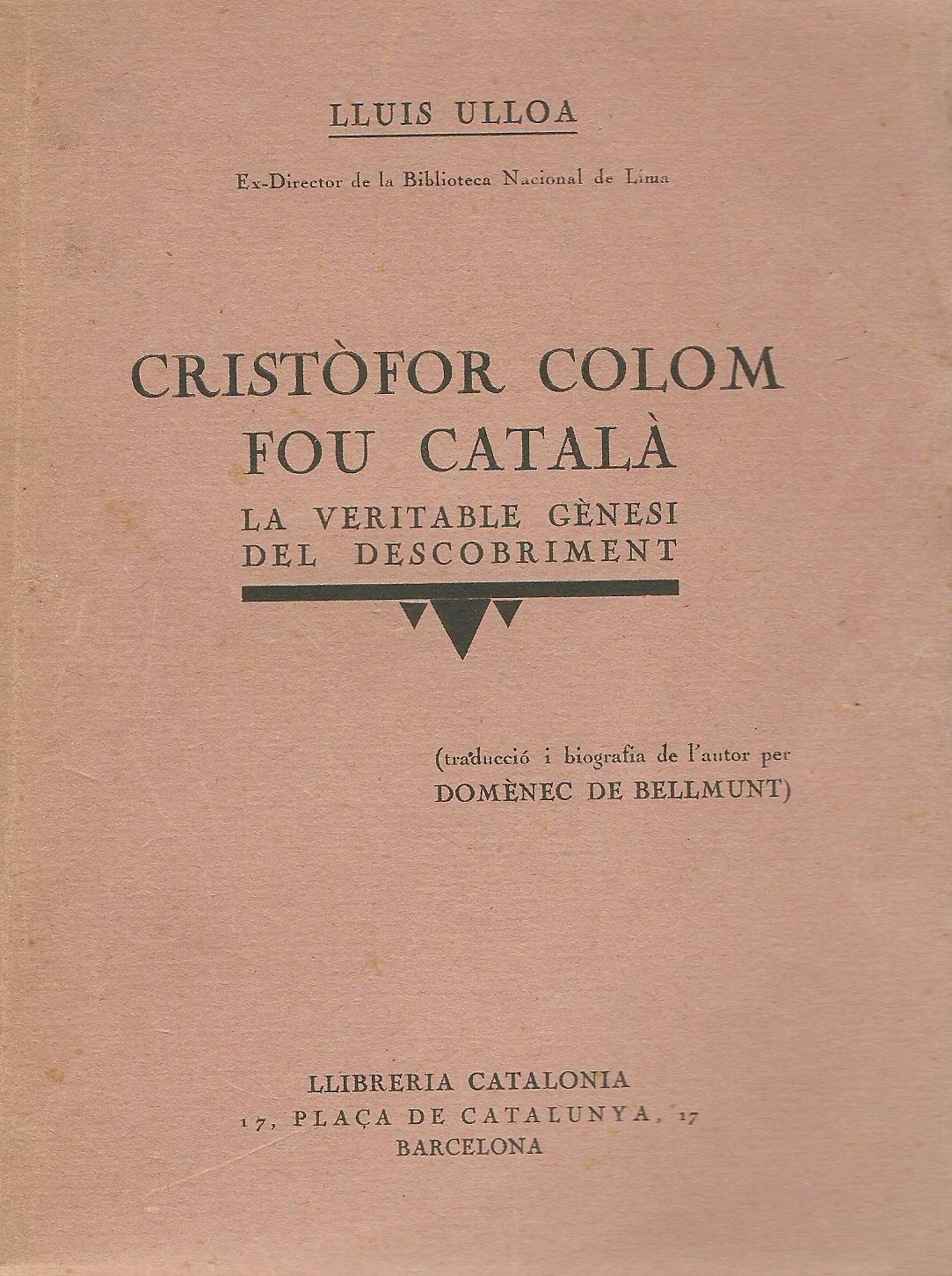
Portada de la edición en catalán del libro de Luis de Ulloa, 1927

En 1919 Ulloa fue seleccionado para hacer nuevos estudios en Europa y tuvo acceso a los archivos del estado francés y del español. Fue entonces cuando pasó mucho tiempo en la Archivo de Simancas y recopiló muchos documentos relacionados con la época colombina que constituyen la colección Bolívar Ulloa que hay en el Archivo Central de Perú.
Fruto de estas investigaciones, publicó en 1927 en francés el libro Cristóbal Colón, catalán, libro que se publicó el mismo año en catalán.
Al tener noticias de este investigador, la Universidad de Barcelona le invitó en varias ocasiones a pronunciar conferencias, entre las que destaca la pronunciada el 9 de abril de 1930 titulada La nacionalidad de Colón. A raíz de estos contactos, Ulloa recibió el apoyo y el mecenazgo del nacionalismo y de la burguesía catalana. De hecho, se instala en Barcelona y empieza a colaborar en los periódicos.
El 1935, Ulloa empieza a encontrarse mal, pero no pudo volver a Perú como deseaba debido a la situación política, hasta que el 10 de febrero de 1936, sufrió un infarto y falleció. Recibió sepultura en el cementerio de Les Corts y a su entierro acudieron representantes de la Generalidad de Cataluña y del Ayuntamiento de Barcelona.

## La obra de Ulloa y su influencia
Básicamente Luis de Ulloa defendió que Colón era catalán. En 2006, el Museo de Historia de Cataluña, declaró este, año de Colón y le rindió un homenaje a Luis Ulloa con una serie de conferencias. Su tesis de la catalanidad de Colón fue retomada por los pseudohistoriadores del Institut Nova Història fundado en 2007.